# زردپره
زَردپَره نام گروهی از گنجشک‌سانان اوراسیایی و آفریقایی از تیره زردپرگان است.
زردپره‌ها پرندگانی دانه‌خوار هستند و نوکی مخروطی شکل دارند.
از گونه‌های آن می‌توان به این گونه‌ها اشاره کرد:
- زردپره مزرعه
- زردپره لیمویی
- زردپره زیتونی
- زردپره گوگردی
- زردپره حنایی
- زردپره خاکستری
- زردپره بلوطی
- زردپره چمنزار
- زردپره کوهی
- زردپره راه‌راه
- زردپره کاکلی
- زردپره کوچک
- زردپره خانگی
- زردپره رخ‌زرد
- زردپره رخ‌سیاه
- زردپره گونه‌سفید
- زردپره گوش‌بلوطی
- زردپره ابروزرد
- زردپره گلوزرد
- زردپره گلوسیاه
- زردپره سینه‌زرد
- زردپره سینه‌دارچینی
- زردپره سرسفید
- زردپره سرآبی
- زردپره سرخاکستری
- زردپره سرسرخ
- زردپره سرسیاه
- زردپره نیزار (زردپره تالابی)[۶]